# جو ونايت
جو ونايت (بالإنجليزية: Joe Knight)‏ (15 يناير 1909 بالقاهرة في الولايات المتحدة - 1 يوليو 1976) هو ملاكم أمريكي.

## إحصائيات
خاض خلال مسيرته 152 نزالا، فاز في 114 وتعادل في 15 وخسر في 21. فاز بالضربة القاضية في 59 نزالا.

## روابط خارجية
- جو ونايت على موقع بوكس ريك (الإنجليزية) (registration required)